# Anisodes dispilota
Anisodes dispilota är en fjärilsart som beskrevs av Louis Beethoven Prout 1920. Anisodes dispilota ingår i släktet Anisodes och familjen mätare. Inga underarter finns listade i Catalogue of Life.